# Quảng Trạch (Quảng Bình)
Quảng Trạch is een district in de Vietnamese provincie Quảng Bình in Centraal-Vietnam.
Het district heeft een oppervlakte van 612 km² en telt 212.000 inwoners (1998).
- Steden in het district: Ba Đồn.

- Gemeentes in het district: Quảng Thọ, Quảng Long, Quảng Phong, Quảng Thuận, Quảng Xuân, Quảng Thanh, Quảng Hợp, Quảng Kim, Quảng Phú, Quảng Đông, Quảng Liên, Quảng Tiến, Quảng Châu, Quảng Lưu, Quảng Trường Quảng Hải Quảng Văn, Quảng Lộc, Quảng Hòa, Quảng Minh, Quảng Sơn, Quảng Thủy, Quảng Trung, Quảng Tân, Quảng Tiên, Quảng Tùng, Cảnh Dương, Phù Hóa, Cảnh Hóa.